# Joseph-Marie Canivez
Joseph-Marie Canivez OCSO (* 20. November 1878 in Binche; † 24. November 1952 in der Abtei Scourmont, Chimay) war ein belgischer Trappistenmönch und Historiker.

## Leben
Sein Vater war Optiker; die Familie mit fünf Kindern war katholisch und tief gläubig. Von seinem zwölften bis zu seinem achtzehnten Lebensjahr besuchte Canivez (mit Taufnamen Ovide) ein „kleines Seminar“ mit Hinblick auf eine Zukunft als Geistlicher. Nach seinem Schulabschluss trat er ins Noviziat der Jesuiten in Arlon ein. Anderthalb Jahre später verließ er diesen Orden und entschied sich für das Leben als Trappist. Sechs Monate später, im September von 1899 und im Alter von 20 Jahren, bat er um Aufnahme in das Noviziat von Scourmont.
Am 8. Oktober 1905 wurde er zum Priester geweiht. Sein späteres Ordensleben sollte geprägt sein von Aufgaben als Professor, Zeremoniar, Novizenmeister der Chormönche und Succentor (Zweiter Kantor). Von 1924 bis zu seinem Lebensende war er Bibliothekar seines Klosters.
Er entfaltete eine rege wissenschaftliche Tätigkeit. Ab 1927 war Canivez Mitarbeiter beim Dictionnaire d‘histoire et de géographie ecclésiastiques. In diesem Zusammenhang verfasste er 351 Artikel. Besonders die Einträge zu Bernhard von Clairvaux und dem Kloster Cîteaux sind Standardliteratur geworden.
Das Lebenswerk, wofür sein Name bis heute steht, war das achtbändige Statuta capitulorum generalium ordinis Cisterciensis (Louvain 1933–1941). Darin sind alle Beschlüsse des Generalkapitels des Zisterzienserordens bis zur Französischen Revolution erhalten und mit einem Register erschlossen.

Sein Schüler Brouette bemerkte in seinem französischen Nachruf:

„Ohne das 20. Jahrhundert zu verleugnen, stand er der großen Epoche der monastischen Studien viel näher, der Epoche eines Henriquez, eines Jongelinus, eines Manrique, der Benediktinergelehrten Martène und Durand und anderer bekannter Persönlichkeiten des 17. und  18. Jahrhunderts.“

## Veröffentlichungen
- Statuta capitulorum generalium ordinis Cisterciensis ab anno 1116 ad annum 1786, hrsg. von Josephus-Maria Canivez, Löwen, (= Bibliothèque de la Revue d'histoire ecclésiastique 9–14, online).
  - 1. Ab anno 1116 ad annum 1220 (1933)
  - 2. 1221–1261 (1934)
  - 3. 1262–1400 (1935)
  - 4. 1401–1456 (1936)
  - 5. 1457–1490 (1937)
  - 6. 1491–1546 (1938)
  - 7. 1546–1786 (1939)
  - 8. Indices (1941)